# سيمون شيخ
سيمون شيخ (بالإنجليزية: Simon Sheikh)‏ هو ناشط سياسي أسترالي، ولد في 1986 في سيدني في أستراليا.